# Saint-André-sur-Sèvre
Saint-André-sur-Sèvre – miejscowość i gmina we Francji, w regionie Nowa Akwitania, w departamencie Deux-Sèvres.
Według danych na rok 1990 gminę zamieszkiwało 728 osób, a gęstość zaludnienia wynosiła 37 osób/km² (wśród 1467 gmin regionu Poitou-Charentes Saint-André-sur-Sèvre plasuje się na 418. miejscu pod względem liczby ludności, natomiast pod względem powierzchni na miejscu 407.).